# أنيون حلقي البنتاديينيل
أنيون حلقي البنتاديينيل (أو حلقي بنتاديينيد) هو أنيون عطري يستحصل عليه من نزع بروتون من جزيء حلقي البنتاديين، وصيغته −[C5H5] ويرمز له −Cp.

## الخواص
توصف البنية الجزيئية لأنيون حلقي البنتاديينيل بأنها مستوية وحلقية وذات شكل خماسي أضلاع منتظم، وتحوي البنية 6 إلكترونات π، وهي بذلك تتبع قاعدة هوكل (4n + 2، حيث n = 1). هناك خمس صيغ رنينية ممكنة لهذا الأنيون.
يمكن أن تكون أملاح هذا الأنيون مستقرة كيميائياً، كما هو الحال في مركب حلقي بنتاديينيد الصوديوم؛ كما يمكن لأنيون حلقي البنتاديينيل أن يكون على شكل ربيطة في المعقدات التناسقية، وعندما يكون هناك جزيئين من حلقي البنتاديينيل على شكل مركب شطيري وبوجود ذرة فلز في المنتصف تدعى هذه المركبات باسم الميتالوسين.